# Travesties
Travesties é uma peça de teatro britânica de 1974 escrita pelo dramaturgo Tom Stoppard. Apresentada pela primeira vez no Teatro Aldwych em Londres em 10 de junho de 1974, a obra segue Henry Carr durante a Primeira Guerra Mundial e sua interação com James Joyce, Tristan Tzara e Lênin.
Venceu o Tony Award de melhor peça de teatro.